# Julienne Keutcha
Julienne Keutcha (21 de outubro de 1924 - 2000) foi uma política camaronesa. Em 1960 ela foi a primeira mulher eleita para a Assembleia Nacional dos Camarões Franceses.

## Biografia
Keutcha nasceu em 1924 na vila de Ngwatta, perto de Santchou. Ela formou-se num instituto de beleza em Paris, e tornou-se trabalhadora de cuidados infantis. Casou-se com Jean Keutcha, que mais tarde se tornou ministro e embaixador.
Ela foi candidata nas eleições parlamentares de 1960 e tornou-se a primeira mulher eleita para a Assembleia Nacional. Ela permaneceu no cargo até 1972. Durante o seu mandato no parlamento, foi secretária da Mesa e integrou a Comissão dos Negócios Estrangeiros. Ela também tornou-se membro do bureau da União Nacional dos Camarões e era a única mulher membro do comité na época.
Ela morreu em 2000.